# Troy (New York)
Pour les articles homonymes, voir Troy (homonymie).
Troy est une cité de l'État de New York, dans le nord-est des États-Unis. Elle est le siège du comté de Rensselaer. Sa population s’élevait à 50 129 habitants lors du recensement de 2010, estimée à 49 565 habitants en 2017. Troy est située à 11 km au nord de la capitale de l'État, Albany, sur la rive gauche du fleuve Hudson, et fait partie de la même aire métropolitaine. Cette ancienne colonie néerlandaise abrite l'une des plus célèbres écoles d'ingénieurs des États-Unis, l'Institut polytechnique Rensselaer, fondé en 1824. Elle conserve une architecture coloniale intéressante dans le centre-ville.

## Géographie

Quartiers de Troy.

Troy s'étend à quelques kilomètres au nord d'Albany, à la jonction par le fleuve Hudson des canaux Érié et Champlain : elle forme l'antenne fluviale du New York Barge Canal (en). C'est une importante plate-forme logistique pour l'agglomération.
Cette ville, construite toute en longueur du nord au sud, se trouve sur la frange occidentale du comté de Rensselaer, et est bordée à l'ouest par l'Hudson, qui sert aussi la frontière avec le comté d'Albany. À l'intérieur du comté de Rensselaer, Troy est limitrophe de Schaghticoke au nord, de Brunswick à l'est et de North Greenbush au sud ; dans le comté d'Albany, les villes voisines sont Colonie (New York), Menands et Green Island, ainsi que Watervliet et Cohoes. Au nord-ouest, Troy touche les faubourgs de Waterford, dans le Comté de Saratoga.

### Relief
Le plateau, sur lequel l'est de la ville s'est édifié, se prolonge par des coteaux accidentés et se termine à l'ouest par la plaine fluviale de l'Hudson. L'altitude moyenne est de 15 m, et le point culminant du plateau oriental est à 150 m d'altitude. Plusieurs ruisseaux, localement dénommés « kills » (mot rappelant la colonisation néerlandaise) arrosent la ville de Troy et viennent se déverser dans l'Hudson : les deux plus importants, Poesten Kill et Wynants Kill, sont ponctués d'étangs et de cascades. La ville comporte d'ailleurs plusieurs étangs et lacs-réservoirs : Ida Lake, Bradley Lake et Wright Lake, les mares de Burden Pond et de Smarts Pond, le réservoir de Lansingburgh.

## Économie
Compte tenu de son industrie textile autrefois très active, Troy est parfois baptisée la « ville de la chemise » (Collar City). Au XIXe siècle, c'était aussi l'un des plus grands centres métallurgiques d'Amérique, dépassée seulement par Pittsburgh.
L’École Rensselaer, qui s'appelle aujourd'hui Institut polytechnique Rensselaer (RPI), a été fondée en 1824 par le millionnaire Stephen Van Rensselaer, descendant de colons néerlandais du XVIIe siècle. En 1821, Emma Willard a fondé la première école pour jeunes filles, Troy Female Seminary, renommée Emma Willard School en 1895.
Troy, comme beaucoup d'anciens bastions industriels de Nouvelle-Angleterre, a été affectée par le déclin industriel et la délocalisation des emplois. Néanmoins, la présence de l’Institut polytechnique Rensselaer (désormais premier employeur de la ville) lui a permis de développer un bassin d'emploi tourné vers les hautes technologies, notamment la programmation de jeux vidéo. Le centre-ville accueille une multitude de sociétés de publicité, de cabinets d'architecte et de créatifs attirés là par l'originalité de l'architecture.

## Histoire
Avant l'arrivée des Européens, les Mohicans possédaient un certain nombre de villages le long de l’Hudson, à l'aval de sa confluence avec la rivière Mohawk. En particulier, les terres situées autour des torrents de Poesten Kill et de Wynants Kill appartenaient à deux tribus de Mohicans : celles des Skiwias (appelée Panhooseck), et celles des Peyhaunet (appelée Paanpack). Les terres comprises entre les deux ruisseaux, qui recouvrent le centre-ville historique, appartenaient à la tribu des Annape. Au sud du ruisseau de Wynants Kill, sur le site de l'actuel faubourg de North Greenbush, les terres appartenaient à la tribu des Pachquolapiet. Tous ces terrains furent achetés par les Néerlandais entre 1630 et 1657 au sachem Skiwias. Au total, il y eut plus de 75 actes de vente individuels signés avec des Mohicans au cours du XVIIe siècle.
Le site faisait partie du domaine de Rensselaerswijck, fief créé par l'aristocrate néerlandais Kiliaen van Rensselaer. Dirck van der Heyden, l'un des premiers colons, acheta en 1707 une ferme de 26 ha, qui devint un village en 1787.
Le nom de Troy (en hommage à la légendaire ville de Troie de l’Iliade d’Homère) a été adopté en 1789, et la région s'est constituée en town du domaine de Rensselaerswyck en 1791. Le bourg comprenait les terres de Brunswick et de Grafton. Troy reçut le statut de cité en 1816. En 1900, la ville de Lansingburgh fusionna avec Troy. Au cours des années post-Indépendance, au moment de la colonisation de l'arrière-pays de New York, les noms tirées de l'Antiquité classique étaient en grande faveur : outre Troy, il y eut les villes de Syracuse, Rome, Utica, Ithaca, ou encore Sempronius, Manlius, etc.
Le nord et l'ouest de l'État de New York fut l'un des principaux théâtres d'opération de la guerre anglo-américaine de 1812 : les milices et l'armée régulière américaines étaient alors commandées par Stephen Van Rensselaer, de Troy. Troy était la plaque tournante des approvisionnements de l'armée. Les barils de vivre étaient frappés des initiales "U.S." : on dit que ces lettres étaient interprétées par les soldats comme Oncle Sam (allusion au prénom d’un grossiste en viandes, Samuel Wilson) : c'est pourquoi Troy revendique depuis le statut de lieu de naissance de l'Oncle Sam.
Tout au long du XIXe siècle et jusqu'au début du XXe siècle, Troy était l'une des villes les plus prospères des États-Unis. Avant de s'imposer comme l'un des premiers bastions de la sidérurgie, c'est à Troy que l'on chargeait la viande et les légumes du Vermont sur les navires descendant l'Hudson vers New York. Le barrage de Federal Dam, à Troy , régulait le fleuve et le rendait navigable par les voiliers et vapeurs. Le trafic s'accrut énormément avec le creusement du Canal Érié, dont le terminus-est reliait Troy à Cohoes en croisant l’Hudson à partir de 1825.
Mais la richesse de Troy vint surtout du développement de la sidérurgie, avec l'installation du premier convertisseur Bessemer américain à côté d'une cascade du Wyantskill, le ruisseau qui se déversait dans l'Hudson au sud de la ville. La sidérurgie locale exploita d'abord la houille et le minerai de fer des Adirondacks ; puis le minerai et le charbon furent acheminés à Troy depuis le Midwest par le Canal Érié, où ils étaient transformés en lingots d'acier avant de repartir, soit pour New York, soit vers les armureries de l'arsenal fédéral de Watervliet (appelée alors West Troy), de l'autre côté de l'Hudson. Au terme de la guerre de Sécession, la sidérurgie se déplaça plus à l'ouest pour se rapprocher des sites d'extraction. L'abondance de fonte et d'acier firent de Troy le berceau de l'architecture en fer : on trouve encore en ville de nombreux édifices historiques de ce courant architectural.
L'expansion de l'industrie lourde favorisa l'émergence d'ateliers spécialisés dans la construction mécanique, comme les instruments de mesure Gurley Precision Instruments Co., ou les chaudronneries de la Meneely Bell Company. Les théodolites Gurley étaient les plus utilisés par les géomètres au cours de la conquête de l'Ouest et leur production ne s'interrompit qu'avec l'apparition sur le marché des niveaux lasers et digitaux qui, dans les années 1970, supplantèrent définitivement les technologies optiques. Troy est aussi le berceau de la première entreprise qui fabriqua des coques en carton imprégné selon un procédé qui annonce celui de la fibre de verre, du kevlar et des composites en fibre de carbone.
Les PME innovantes bénéficiaient de la présence de l'Institut polytechnique Rensselaer, l'une des meilleures écoles d'ingénieur du pays,. Cet institut, subventionné à l'origine par Stephen Van Rensselaer, l'un des plus illustres rejetons des fondateurs de la colonie, avait été fondé en 1824, et il finit par absorber l’éphémère Troy University, qui ferma ses portes au cours de la guerre de Sécession, en 1862. L'institut Rensselaer bénéficie d'une longue tradition dans les transferts de technologie.

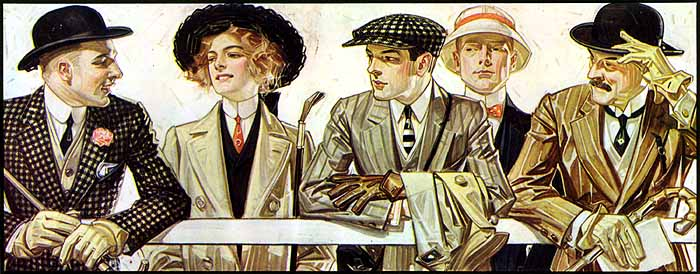
Réclame pour les chemises Arrow Collar (1907. J.C. Leyendecker).

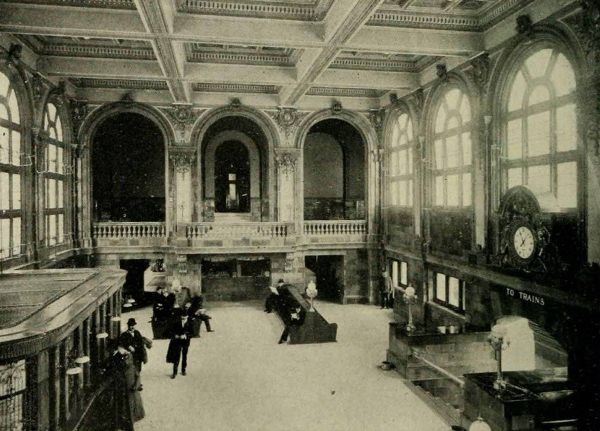
La gare de Troy vers 1900.

Parallèlement à la sidérurgie, Troy a développé dès le début du XIXe siècle une industrie textile florissante. En 1825, Hannah Lord Montague, lasse de laver les chemises de son mari, inventa le faux-col : elle découpa le col des chemises, qui se salissaient plus souvent que le reste de la chemise, recousit les bords et pratiqua des œillets pour fixer le col : ainsi, elle pourrait laver et repasser le faux-col séparément. Montague lança ainsi une mode qui allait durer plus d'un siècle. Ses brevets du faux-cols et de la manche de chemise amovible furent d’abord exploités par la Sté Maullin & Blanchard, qui fut rachetée ensuite par Cluett, Peabody & Co. Le tissage exigeant une main d'œuvre importante, on y employa très tôt les femmes et dès 1864, Troy vit la création du premier syndicat ouvrier féminin du pays, la Collar Laundry Union, fondé par Kate Mullany. Le 23 février 1864, 300 ouvrières syndiquées se mettaient en grève et au bout de six jours, elles obtenaient des patrons une augmentation de salaire de 25%. L'industrie textile connut plusieurs innovations, comme la « sanforization », procédé inventé par Sanford Cluett en 1933, et permettant de rétrécir les fibres de coton de manière permanente et définitive. Cluett, la dernière usine Peabody de Troy, n'a fermé dans les années 1980, mais la production avait été à vrai dire délocalisée depuis des années dans le Sud.
Lorsqu'au début des années 1920 l'industrie sidérurgique se plaça vers l'ouest, en Pennsylvanie et au-delà, suivie par l'industrie textile, Troy entra en déclin. Le vote de la Prohibition et la surveillance particulière de l'administration O'Connell sur Albany firent bientôt de Troy la plaque tournante du trafic d'alcool en provenance du Canada. D'autre part, le puritanisme des états voisins de Nouvelle-Angleterre encourageait la multiplication des speakeasies et des bordels en ville. C'est depuis Troy que des gangsters de la trempe d'un Legs Diamond dirigeaient leurs affaires, conférant à la ville la réputation sulfureuse qu'elle conserva jusqu'à la Seconde Guerre mondiale.
Comme beaucoup d'anciens bastions industriels, Troy perdit non seulement son assise ouvrière, mais aussi une bonne partie de sa population et de sa richesse, au profit des banlieues et du reste de l'arrière-pays de New-York. La municipalité dut vendre de plus en plus de terrains, et ce n'est que récemment que le patrimoine architectural et culturel a bénéficié d'investissements.

## Démographie
| Groupe            | Troy | New York | États-Unis |
| ----------------- | ---- | -------- | ---------- |
| Blancs            | 72,9 | 66,8     | 72,4       |
| Afro-Américains   | 16,4 | 15,9     | 12,6       |
| Métis             | 4,1  | 3,0      | 2,9        |
| Asiatiques        | 3,4  | 7,3      | 4,8        |
| Autres            | 2,8  | 8,0      | 6,4        |
| Amérindiens       | 0,3  | 0,6      | 0,9        |
| Total             | 100  | 100      | 100        |
|                   |      |          |            |
| Latino-Américains | 8,0  | 17,6     | 16,7       |

Selon l'American Community Survey pour la période 2010-2014, 87,49 % de la population âgée de plus de 5 ans déclare parler l'anglais à la maison, 5,44 % déclare parler l'espagnol, 1,74 % une langue chinoise, 0,65 l'arabe, 0,65 % le français et 4,04 % une autre langue.

## Culture et personnalités
- C'est dans le journal The Troy Sentinel qu'a paru anonymement, le 23 décembre 1823, A Visit from St. Nicholas. On a longtemps cru que son auteur était Clement Clarke Moore, mais certains critiques l'attribuent aujourd'hui à Henry Livingston Junior[11].
- L'écrivain de science-fiction Kurt Vonnegut a passé sa vie à Troy et dans les environs, et plusieurs de ses romans, comme Le Berceau du chat (1963), ont pour théâtre la ville d'Ilium, ou bien comportent des allusions à la géographie locale. Ainsi, Le Pianiste déchaîné (1952) est inspiré par l'expérience de chargé de relations publiques de l'auteur chez General Electric[12]. L’un de ses héros récurrents, Kilgore Trout, habite Cohoes.
- La première afro-américaine chirurgien des états du Sud des États-Unis et première Afro-Américaine élue à l'Assemblée générale du Tennessee, Dorothy Lavinia Brown, a été accueillie dans un orphelinat de Troy durant toute son enfance. Elle y fréquenta également le lycée[13],[14].

## Sport
La ville compte un club professionnel de baseball, les ValleyCats de Tri-City. De niveau « A - saison courte », ils jouent leurs matches à domicile au stade Joseph L. Bruno et sont affiliés depuis 2001 aux Astros de Houston.
Les Trojans de Troy sont une ancienne équipe de la Ligue nationale de baseball, qui existe de 1879 à 1882.

## Source
- (en) Cet article est partiellement ou en totalité issu de l’article de Wikipédia en anglais intitulé « Troy, New York » (voir la liste des auteurs).

1. ↑  Robert Breuer, Troy's RiverSpark Visitor Center. consulté le 1er août 2007.
2. ↑  Rittner (2002), p. 27
3. ↑  Rittner (2002), p. 22
4. ↑  D'après Rensselaer County Historical Society, A Resourceful People A Pictorical History of Rensselaer County, New York, Donning Co., 1987, 208 p. (ISBN 978-0-89865-610-7).
5. ↑  D'après « America's Best Colleges 2007 », U.S. News,‎ 2006 (lire en ligne, consulté le 1er décembre 2007)
6. ↑  « RPI History Main Page », sur Institut polytechnique Rensselaer (consulté le 21 janvier 2007)
7. ↑  « Rensselaer in Brief », sur Institut polytechnique Rensselaer, 2008 (consulté le 22 mai 2008)
8. ↑  (en) « Troy, NY Population - Census 2010 and 2000 », sur censusviewer.com (consulté le 18 septembre 2016).
9. ↑  (en) « Population of New York - Census 2010 and 2000 », sur censusviewer.com (consulté le 18 septembre 2016).
10. ↑  (en) « Language spoken at home by ability to speak english for the population 5 years and over », sur factfinder.census.gov.
11. ↑  D'après (en) David Krikpatrick, « Whose Jolly Old Elf Is That, Anyway?; Literary Sleuth Casts Doubt on the Authorship of an Iconic Christmas Poem », The New York Times,‎ 26 octobre 2000, p. 1 (lire en ligne).
12. ↑  D'après Evan Kindley, « Kurt Vonnegut’s Electric Literature », New Republic,‎ 4 novembre 2015 (lire en ligne)
13. ↑  Anne-Leslie Owens, "Dorothy Lavinia Brown," Tennessee Encyclopedia of History and Culture, 2002.
14. ↑  Laura Lynn Windsor, Women in Medicine : An Encyclopedia, ABC-CLIO, 2002, 37–38 p. (ISBN 978-1-57607-392-6, lire en ligne)